# Mahmudiye, Mesudiye
Mahmudiye là một xã thuộc huyện Mesudiye, tỉnh Ordu, Thổ Nhĩ Kỳ. Dân số thời điểm năm 2010 là 233 người.